# Diotrephes atriventris
Diotrephes atriventris är en tvåvingeart som först beskrevs av Walker 1853.  Diotrephes atriventris ingår i släktet Diotrephes och familjen parasitflugor. Inga underarter finns listade i Catalogue of Life.